# Naturita
Naturita est une ville américaine située dans le comté de Montrose dans le Colorado.
Naturita signifie « petite nature » en espagnol. Ce nom est donné à la ville en raison de la végétation et du ruisseau présents à cet endroit, qui contrastent avec les terres arides alentour.

## Démographie
Selon le recensement de 2010, Naturita compte 546 habitants. La municipalité s'étend sur 0,69 milles carrés (1,79 km2).
| 1960 | 1970 | 1980 | 1990 | 2000 | 2010 |
| ---- | ---- | ---- | ---- | ---- | ---- |
| 979  | 820  | 819  | 434  | 635  | 546  |